# Domhnall Gleeson
Pour les articles homonymes, voir Gleeson (homonymie).
Domhnall Gleeson (en anglais : /ˈdoʊnəl ˈɡliːsən/, en irlandais :  /ˈd̪ˠoːn̪ˠəl̪ˠ/) est un acteur irlandais, né le 12 mai 1983 à Dublin.
Il a interprété le rôle de Bill Weasley dans la saga Harry Potter en 2010. Son père Brendan y joue quant à lui le rôle d'Alastor Maugrey.
Il s'illustre aussi dans le rôle du général Hux dans la troisième trilogie de Star Wars.

## Biographie
Domhnall Gleeson naît à Dublin en Irlande de l'acteur Brendan Gleeson et de Mary Gleeson (née Weldon). Il a trois frères cadets : Fergus, Brian, qui est aussi acteur et Rúairí. 
Il a reçu le diplôme de bachelor of arts degree dans les arts des médias au Dublin Institute of Technology.

## Carrière

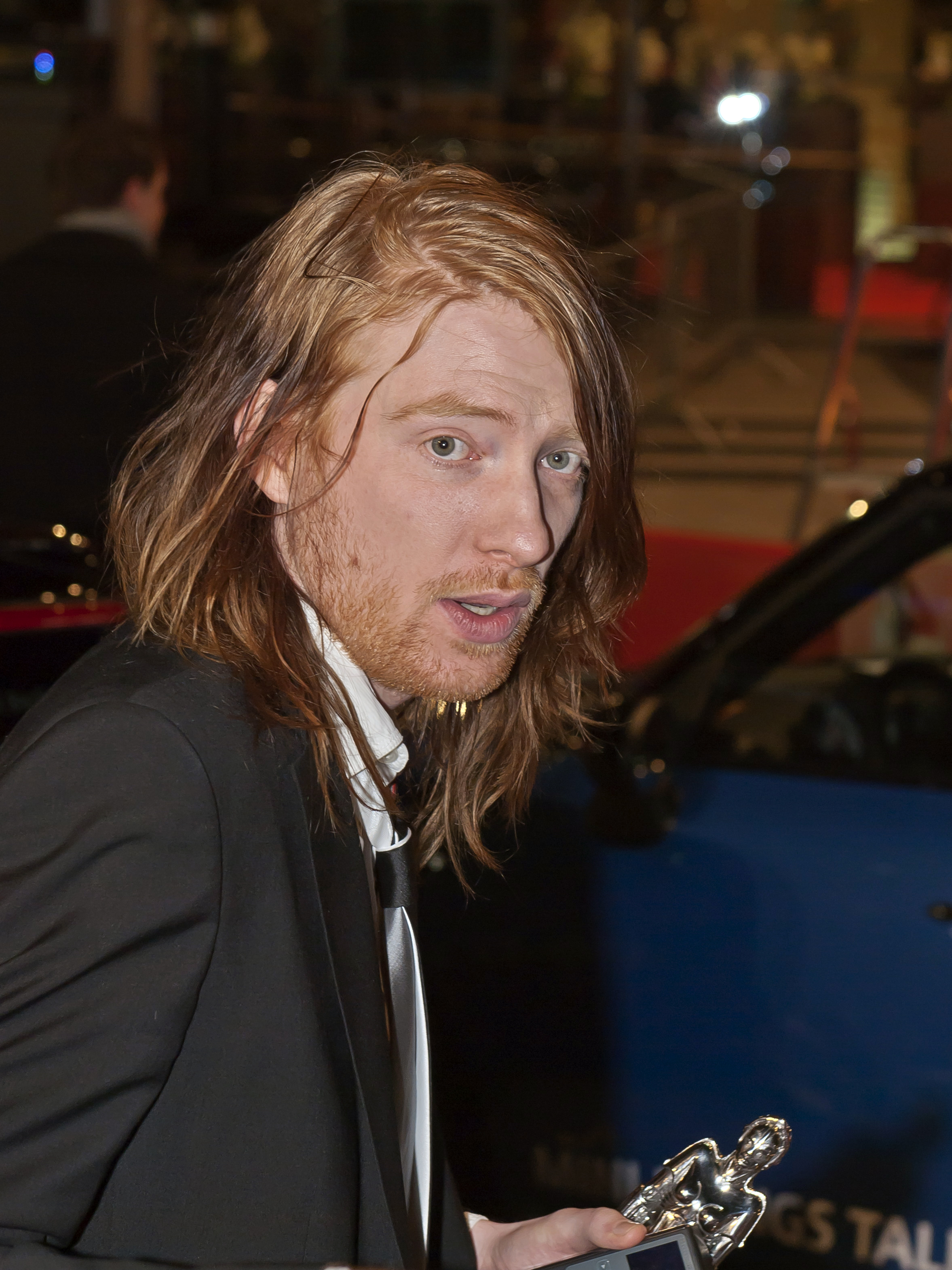
Domhnall Gleeson à la première de True Grit à la Berlinale 2011.

En 2006, il commence sa carrière au cinéma avec Studs dans lequel il joue le premier rôle. Vers la fin 2007, Gleeson a joué Herbert Pocket dans Les Grandes Espérances de Charles Dickens, adapté par Hugh Leonard, au Gate Theatre à Dublin. Cette même année il est nommé aux Tony Awards du meilleur acteur (équivalent des Oscars pour le théâtre) pour la pièce The Lieutenant of Inishmore.
En 2009, sa carrière prend une direction internationale quand il obtient le rôle de Bill Weasley dans la saga Harry Potter dans laquelle son père joue le rôle d'Alastor Maugrey "Fol'Œil" depuis le 4e épisode. Cette année-là, il joue également le rôle de Rodney dans le drame Never Let Me Go aux côtés de Carey Mulligan, Keira Knightley et Andrew Garfield ainsi que dans le True Grit des frères Coen.
En 2012, il retrouve Keira Knightley dans Anna Karenina, adapté du roman éponyme de Léon Tolstoï. Puis il jouera Connor, un terroriste de l'IRA dans le drame britannique Shadow Dancer présenté au Festival de Sundance. 
L'année qui suit, il tient le rôle principal du film Il était temps de Richard Curtis avec à ses côtés Rachel McAdams. Il décroche également le premier rôle dans la comédie dramatique irlandaise Frank où il interprète Jon, un jeune musicien en manque d'inspiration, qui par un coup du hasard, va se retrouver à jouer dans un groupe de musique expérimentale Les Soronprfbs. Très vite alors, il deviendra totalement fasciné par son chanteur, le très étrange et mystérieux Frank interprété par Michael Fassbender. Il joue Ash dans un épisode de la saison 2 de la série anglaise Black Mirror. 
En 2014, il tient le rôle du scientifique dans le film de science fiction Ex machina, premier film de Alex Garland où il retrouve Alicia Vikander qui jouait son épouse dans Anna Karenine, joue le rôle du soldat Russell Allen Phillips dans Invincible d'Angelina Jolie avec Jack O'Connell et interprète Freddie Joyce dans le film irlandais Calvary dans lequel il partage l'affiche avec son père pour la 4e fois. 
En 2015, on le voit dans Star Wars, épisode VII : Le Réveil de la Force ainsi que dans The Revenant d'Alejandro González Iñárritu aux côtés de Leonardo DiCaprio. 
En 2017, il reprend le rôle du général Hux dans Star Wars, épisode VIII : Les Derniers Jedi. 
Ensuite en 2018, il incarne Thomas McGregor dans Pierre Lapin.

## Filmographie

### Cinéma

#### Longs métrages
- 2005 : Boy Eats Girl de Stephen Bradley : Bernard
- 2006 : Studs de Paul Mercier : Trampis
- 2009 : A Dog Year de George LaVoo : Anthony Armstrong
- 2010 : Never Let Me Go de Mark Romanek : Rodney
- 2010 : Sensation de Tom Hall : Donal
- 2010 : Harry Potter et les Reliques de la Mort, partie 1 de David Yates : Bill Weasley
- 2010 : True Grit de Joel et Ethan Coen : Moon
- 2011 : Harry Potter et les Reliques de la Mort, partie 2 de David Yates : Bill Weasley
- 2012 : Anna Karénine de Joe Wright : Lévine
- 2012 : Shadow Dancer de James Marsh : Connor
- 2012 : Dredd de Pete Travis : Travis Synders
- 2013 : Il était temps (About Time) de Richard Curtis : Tim
- 2013 : Frank de Lenny Abrahamson : Jon
- 2014 : Invincible (Unbroken) d'Angelina Jolie : Russell Allen Phillips
- 2014 : Calvary de John Michael McDonagh : Freddie Joyce
- 2015 : Ex machina d'Alex Garland : Caleb
- 2015 : Star Wars, épisode VII : Le Réveil de la Force de J. J. Abrams : Général Armitage Hux
- 2015 : Brooklyn de John Crowley : Jim Farrell
- 2015 : The Revenant d'Alejandro González Iñárritu : Andrew Henry
- 2017 : Barry Seal: American Traffic (American Made) de Doug Liman : Monty Schafer
- 2017 : Mother! de Darren Aronofsky : le fils aîné
- 2017 : Goodbye Christopher Robin de Simon Curtis : Alan Alexander Milne
- 2017 : Crash Pad de Kevin Tent : Stensland
- 2017 : Star Wars, épisode VIII : Les Derniers Jedi de Rian Johnson : Général Armitage Hux
- 2018 : Pierre Lapin (Peter Rabbit) de Will Gluck : Thomas McGregor
- 2018 : A Futile and Stupid Gesture de David Wain : Henry Beard
- 2018 : The Little Stranger de Lenny Abrahamson : Faraday
- 2019 : Les Baronnes (The Kitchen) d'Andrea Berloff : Gabriel O'Malley
- 2019 : Star Wars, épisode IX de J. J. Abrams : Général Armitage Hux
- 2021 : Pierre Lapin 2 : Panique en ville : Thomas McGregor
- 2024 : Echo Valley de Michael Pearce
- 2025 : Fountain of Youth de Guy Ritchie
- 2026 : Bucking Fastard de Werner Herzog : Timothy

#### Courts métrages
- 2004 : Six Shooter de Martin McDonagh : Cashier
- 2009 : Corduroy de Hugh O'Connor : Mahon
- 2016 : The Tales of Thomas Burberry de Asif Kapadia : Thomas Burberry

### Télévision

#### Séries télévisées
- 2001 : Rebel Heart (TV series) (en) : Byrne (1 épisode)
- 2005 : The Last Furlong (en) : Sean Flanagan (3 épisodes)
- 2010 : Your Bad Self (en) : plusieurs personnages (6 épisodes)
- 2013 : Black Mirror : Ash (saison 2, épisode 1)
- 2017 : Catastrophe : Dan (2 épisodes)
- 2020 : Run : Billy Johnson
- 2022 : The Patient : Sam Fortner

#### Téléfilm
- 2010 : When Harvey Met Bob (en) de Nicholas Renton : Bob Geldof

## Distinctions

### Récompenses
- Berlinale 2011 : Prix Shooting Stars
- IFTA 2011 : meilleur acteur dans un téléfilm dramatique pour When Harvey Met Bob
- Irish Film and Television Awards 2012 : meilleur acteur dans un second rôle pour Anna Karenina
- Festival international du film des Hamptons 2012 : prix du meilleur espoir pour Anna Karenina
- Irish Film and Television Awards 2015 : meilleur acteur dans un second rôle pour Frank

### Nominations
- Tony Awards 2006 : meilleur acteur de second rôle dans une pièce pour The Lieutenant of Inishmore
- Irish Film and Television Awards 2007 : meilleur espoir pour Studs
- British Independent Film Awards 2012 : meilleur acteur dans un second rôle pour Shadow Dancer
- Empire Awards 2013 : meilleur espoir masculin pour Anna Karenina
- Irish Film and Television Awards 2013 : meilleur acteur pour Il était temps
- Awards Circuit Community Awards 2015 : meilleure distribution pour Star Wars, épisode VII : Le Réveil de la Force partagé avec Daisy Ridley, John Boyega, Harrison Ford, Carrie Fisher, Peter Mayhew, Anthony Daniels, Mark Hamill, Lupita Nyong'o, Adam Driver, Andy Serkis, Oscar Isaac, Gwendoline Christie et Max von Sydow
- Central Ohio Film Critics Association Awards 2023 : acteur de l'année pour Brooklyn, pour Ex Machina , pour The Revenant et pour Star Wars, épisode VII : Le Réveil de la Force
- The BAM Awards 2017 : meilleure distribution pour Star Wars, épisode VIII : Les Derniers Jedi partagé avec Daisy Ridley, John Boyega, Mark Hamill, Carrie Fisher, Adam Driver, Laura Dern, Oscar Isaac, Andy Serkis, Lupita Nyong'o, Anthony Daniels, Gwendoline Christie, Kelly Marie Tran, Benicio Del Toro, Frank Oz, Warwick Davis, Joseph Gordon-Levitt et Gareth Edwards.
- Critics' Choice Movie Awards 2023 : meilleur acteur dans un second rôle dans une mini-série ou un téléfilm pour The Patient
- Golden Globes 2023 : meilleur acteur dans un second rôle dans une mini-série, une anthologie ou un téléfilm pour The Patient

## Voix françaises
| - Jean-Pierre Michaël dans : - Star Wars, épisode VII : Le Réveil de la Force - Lego Star Wars : Le Réveil de la Force (voix) - Star Tours : L'Aventure continue - Goodbye Christopher Robin - Star Wars, épisode VIII : Les Derniers Jedi - Star Wars Resistance (voix) - Star Wars, épisode IX : L'Ascension de Skywalker - White House Plumbers (en) (mini-série) - Fountain of Youth - Echo Valley - Benoît Du Pac dans : - True Grit - Dredd - Pierre Lapin - Pierre Lapin 2 : Panique en ville - Geoffrey Vigier dans : - Harry Potter et les Reliques de la Mort, partie 1 - Harry Potter et les Reliques de la Mort, partie 2 | - Emmanuel Garijo dans : - Auprès de moi toujours - The Patient (série télévisée) - Félicien Juttner dans : - Anna Karénine - Ex Machina - Gilduin Tissier dans : - Invincible - Barry Seal: American Traffic - Thibaut Lacour dans : - Brooklyn - Les Baronnes Et aussi - Vincent Joncquez dans Shadow Dancer - Matthieu Sampeur dans Il était temps - Mathieu Moreau dans The Revenant - Bertrand Suàrez-Pazos dans Mother! - Antoine Schoumsky dans Black Mirror (série télévisée) - Jim Redler dans Une drôle de fin - Franck Lorrain dans Run (série télévisée) |